# Máy quay phim kết hợp
Máy quay phim kết hợp (camcorder) là một dụng cụ điện tử dùng để ghi ảnh động và âm thanh lên một vật lưu trữ bên trong nó. Một máy quay phim kết hợp gồm có một máy quay phim và một máy ghi băng hình ghép lại làm một.
Những máy quay phim kết hợp đầu tiên dùng băng hình analog, do các hãng như JVC, Sony, Kodak chế ra, từ khoảng giữa thập kỷ 1990 thì đổi sang dùng băng hình digital. Ở những máy cao cấp thì băng hình digital xuất hiện sớm hơn. Vào cuối thập niên đầu của thế kỉ 21 thì các máy camcorder đã chuyển sang lưu trữ trên thẻ nhớ SD thay cho băng từ truyền thống hay đĩa CD.

## Lịch sử

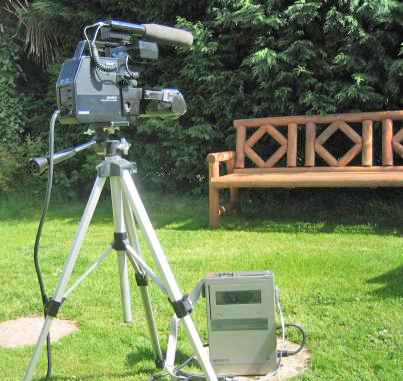
Tiền thân của camcorder. Máy ghi băng di động Betamax và máy quay phim điện tử

Ban đầu, máy quay phim điện tử được làm ra để sản xuất chương trình truyền hình. Những máy đó to và nặng, được đặt trên những xe chuyên dùng, và được nối dây sang các máy ghi băng ở phòng khác. Khi kỹ thuật tiến bộ, các máy được thu gọn lại để thành máy quay phim điện tử và máy ghi băng hình di động.
Trước khi máy camcorder ra đời, việc ghi hình di động cần đến hai dụng cụ: một máy quay phim điện tử và một máy ghi băng hình. Hai thứ này được làm để dễ mang đi. Máy ghi băng hình di động gồm có bộ phận ghi/phát băng hình và bộ phận tách sóng truyền hình. Bộ phận ghi/phát băng có thể tháo riêng ra để đem đi ghi hình. Máy quay phim điện tử thì khá gọn, nhưng mỗi lần thu hình phải cần đến hai người điều khiển máy: một người điều khiển máy quay phim điện tử, một người điều khiển máy ghi băng hình.
Năm 1982, Sony giới thiệu máy quay phim kết hợp hạng cao cấp gọi là "BETACAM". Lúc đầu, những người quay phim không thích BETACAM vì với máy này người quay phim phải làm luôn công việc của kỹ sư hình ảnh, vừa điều khiển máy quay vừa điều khiển máy ghi băng. Tuy nhiên với BETACAM, người quay phim di chuyển tự do hơn vì không còn dây nối với máy ghi băng nữa, do đó máy BETACAM trở thành chuẩn.
Năm 1983, Sony giới thiệu Betamovie cho giới tiêu dùng. Một kỹ thuật mới được dùng để giảm kích thước đầu ghi băng. Nhưng máy vẫn còn rất lớn so với những máy thời nay, không thể cầm nó bằng một tay được, khi dùng phải để trên vai. Dù lớn như vậy, nó vẫn chưa có chức năng quay ngược băng, phát lại băng để xem, không có màn hình điện tử, chỉ có lỗ ngắm quang học. Hầu hết các máy quay phim kết hợp đều thiết kế cho người thuận tay phải dùng, rất ít máy tiện dùng cho cả hai tay.
Trong vài năm, các nhà sản xuất đưa ra hai dạng băng ghi hình mới cho các máy di động: dạng VHS-C và dạng 8mm. VHS-C là dạng thu nhỏ của VHS, nó có thể ghi hình được 30 phút. Đặt băng VHS-C một hộp chuyển đổi rồi đưa vào đầu máy VHS thông dụng là xem được ngay. VHS-C giúp cho các hãng sản xuất máy quay kiểu VHS nhỏ nhưng lại bị hạn chế về thời gian. Dạng băng 8mm làm cho máy quay vừa nhỏ vừa ghi hình lâu.
Băng 8mm đặt ra một sự bù trừ nơi người sử dụng. Một mặt nó cho phép ghi hình chất lượng cao và thời gian lâu hơn băng VHS/VHS-C. Mặt khác người ta không thể phát băng đó bằng máy VCR VHS thông dụng mà phải sang băng từ máy quay sang VCR trước khi xem.
Sự phổ biến của băng VHS trong các máy VCR và các băng video cho thuê đã bảo đảm cho VHS-C một sự tồn tại cạnh băng 8mm. Những người quay phim nghiệp dư khó tính thích dùng băng 8mm vì nó thích hợp với việc làm phim hơn, Nhưng những người dùng bình thường thì lại thích dùng băng VHS-C. Một điểm quan trọng khác là máy camcorder VHS-C hạng thấp rẻ hơn máy 8mm. Năm 1990, Sharp ngừng sản xuất máy loại VHS-C, chỉ còn JVC và Panasonic sản xuất và loại máy này từ từ bị đào thải.
Trong thập kỷ 1990, thị phần camcorder lấn dần vào thị phần máy chụp ảnh tĩnh. Trong phân khúc máy phổ thông thì camcorder dần dần thay thế máy chụp ảnh dùng khi đi nghỉ và du lịch. Mọi máy camcorder đều có sẵn một microphone bên trong. Những máy camcorder analog thì hay dùng microphone một kênh, máy camcorder digital thì dùng microphone hai kênh, thậm chí máy camcorder DVD còn có khả năng âm thanh vòng.
Cuối thập kỷ 1990, băng miniDV bắt đầu được dùng ở các máy camcorder. Hộp băng này còn nhỏ hơn hộp băng 8mm, làm cho máy nhỏ gọn hơn nữa. Kỹ thuật số dùng ghi băng miniDV cho chất lượng hình và tiếng hơn hẳn những máy camcorder analog tốt nhất (loại SVHS-C và Hi8.) Ngoài loại băng miniDV, còn có loại máy camcorder digital dùng băng Digital8 hoặc đĩa DVD.
Máy camcorder ngày càng nhỏ gọn, giá máy ngày càng rẻ làm cho nó càng phổ biến hơn. Khi mới ra đời, máy camcorder là một khối lớn vác trên vai giá 1500 USD. Đến năm 2021, một chiếc handycam cho người dùng phổ thông, gia đình chỉ có giá 230$ và có khả năng quay video FHD 60p.

## Tổng quan

### Các thành phần chính
Máy camcorder gồm ba phần chính: ống kính, thu hình, lưu trữ. Ống kính nhận ánh sáng và hội tụ ánh sáng lên bộ phận thu hình. Bộ phận thu hình (ở những máy mới thường là bộ cảm biến CCD hay CMOS, còn ở những máy đầu tiên thì là đèn vidicon) đổi ánh sáng thành tín hiệu điện. Cuối cùng bộ ghi băng ghi tín hiệu lại. Riêng phần quang học và phần thu hình thì gọi là phần camera.
Ống kính là phần đầu tiên trong đường đi của ánh sáng qua camera. Phần quang học của camera có thể điều chỉnh được các thông số sau: khẩu độ (điều khiển lượng ánh sáng), zoom (điều khiển khung cảnh được thu), tốc độ. Trong những máy camcorder hạng bình dân thì những thông số này được điều chỉnh hoàn toàn tự động bởi mạch điện tử để luôn luôn tạo ra một hình ảnh đủ sáng. Những máy camcorder hạng chuyên nghiệp cho phép người dùng chỉnh các thông số quang học (khẩu độ, tốc độ, hội tụ...)
Bộ phận thu hình là con mắt của máy camcorder, chứa một linh kiện điện tử làm nhiệm vụ thu sáng, được gọi là cảm biến. Nó đổi ánh sáng thành tín hiệu video bằng một quá trình phức tạp. Ống kính hội tụ ánh sáng lên bề mặt bộ thu hình, các dãy tế bào nhạy sáng được rọi sáng. Ánh sáng được các tế bào đổi thành điện tích. Cuối chu kỳ rọi sáng, bộ thu hình đổi các điện tích thành ra hiệu điện thế analog. Sau khi các hiệu điện thế được đọc xong, bộ nhạy sáng được đưa về tình trạng ban đầu để nhận tiếp ánh sáng cho khung hình kế tiếp. Hiệu điện thế analog của bộ nhạy sáng được đổi thành những mức điện thế rời rạc (digital) bởi bộ biến đổi analog-digital (ADC) trong các máy camcorder digital.
Bộ phận thứ ba, lưu trữ, sẽ ghi tín hiệu video lên một vật lưu trữ (như là băng từ, nay đã bị loại bỏ và thay bằng thẻ SD). Trước kia, khi ghi băng, tín hiệu luôn luôn có nhiễu và sai lệch làm cho hình phát trở lại từ băng không được giống hoàn toàn như ban đầu.
Hầu hết các máy camcorder đều có các chức năng điều khiển phần ghi băng cho phép quay ngược băng, phát lại. Hình ảnh ghi trong băng có khi còn được trộn thêm một số thông tin để làm tài liệu. Ví dụ như máy quay phim của cảnh sát ghi thêm ngày giờ, tốc độ xe vào hình trong băng. Có khi còn ghi cả toạ độ nơi ghi hình nữa.
Theo thời gian, các máy quay camcorder sử dụng băng đã dần bị loại bỏ và thay thế bằng loại sử dụng khe thẻ SD, có 1 hoặc 2 khe thẻ SD. Cùng với việc nâng cao độ phân giải, chất lượng hình ảnh mà dung lượng cũng tăng dần, ví dụ Canon XF605 khi ghi hình ở độ phân giải 4K 25p XF-AVC 4:2:2 10-bit sẽ tạo ra tới 3GB mỗi phút video.

## Máy camcorder bình dân

### Analog và digital
Camcorder thường được phân loại theo vật lưu trữ mà nó dùng: VHS, Betamax, Video8 là những loại cũ, ghi theo dạng analog. Camcorder loại mới thì có Digital8, miniDV, DVD, đĩa cứng và bộ nhớ bán dẫn (flash), tất cả đầu ghi theo dạng digital. Chip thu hình là một linh kiện analog, nên chữ digital ở đây nói về việc xử lý và ghi tín hiệu video.
Những dạng ghi digital tốt nhất, như là miniDV và Digital Betacam, có ưu điểm so với dạng analog ở chỗ rất ít hoặc gần như không bị giảm chất lượng khi ghi, sao chép, và biên tập (dạng ghi MPEG-2 và MPEG-4 thì chỉ bị giảm chất lượng khi biên tập). Trong khi các vấn đề về nhiễu và băng thông ở dây dẫn, bộ khuếch đại và bộ trộn ảnh hưởng đáng kể việc ghi dạng analog, thì những vấn đề đó rất ít hoặc không có ảnh hưởng ở dạng digital và các chỗ kết nối digital (IEEE 1394, SDI/SDTI, hoặc HDMI). Cả hai dạng analog lẫn digital đều có vấn đề về thời gian lưu trữ. Về mặt lý thuyết thì thông tin dạng digital có thể được giữ vĩnh viễn trong những vật chứa digital (như đĩa cứng), nhưng không vĩnh viễn trong các vật chứa khác. Băng analog và digital đều bị xuống cấp theo thời gian. Đĩa DVD để lâu cũng bị rã. Một ưu điểm của analog trong phương diện này là khi bị xuống cấp thì băng analog vẫn còn xài được, còn băng digital kể như hết xài (trừ khi được phục hồi một cách tốn kém).

### Vật chứa hiện đại

Thẻ nhớ SD Sony TOUGH

Một số máy camcorder đời mới ghi video vào bộ nhớ flash (theo dạng MPEG-1, MPEG-2, hay MPEG-4), Microdrive, đĩa cứng nhỏ hoặc DVD-RAM, DVD-R theo dạng MPEG-2. Nhưng những cách ghi này có hạn chế về thời gian ghi tùy theo vật chứa, và những dạng ghi đó khó biên tập.
Phần lớn máy camcorder bình dân ghi băng theo dạng DV hay HDV và truyền nội dung đó qua FireWire hoặc USB 2.0, USB 3.0 tới máy tính, ở đó nó được ghi thành những file rất lớn (1GB chỉ chứa chừng 4 tới ô,6 phút video theo dạng PAL/NTSC) và có thể biên tập, chuyển đổi và ghi trở lại băng. Việc truyền từ camcorder vào máy thực hiện theo thời gian thực, nên truyền 60 phút băng cần đúng một giờ và sẽ chiếm chừng 14GB đĩa. Việc biên tập, cắt, lựa chọn, sắp xếp tốn thêm nhiều thời gian nữa.
Trong thập niên thứ 2 của thế kỉ 21, sự bùng nổ của các nền tảng xã hội trực tuyến như Youtube, Facebook, Instagram, mà đặc biệt là Tiktok đã nổi lên rất nhanh trong thời kì đại dịch COVID (kể từ đầu 2020), phong trào làm video nổi lên rất mạnh trên toàn thế giới. Kéo theo đó là sự cải tiến về thiết bị ghi hình, cũng như chất lượng video, khiến cho dung lượng video tăng lên rất cao. 1 phút video có thể từ vài GB cho tới cả chục GB nếu quay video ở dạng RAW thay vì MP4.

### Thị trường tiêu dùng phổ thông

Samsung Note 20 được quảng cáo với khả năng quay video 8K

Vì giới tiêu dùng phổ thông chuộng máy dễ dùng, dễ mang theo, giá phải chăng nên những máy camcorder phổ thông chú trọng đến những đặc điểm đó hơn là tính năng kỹ thuật. Ví dụ, khả năng quay phim ở nơi thiếu sáng cần có bộ cảm biến lớn, làm cho giá tiền và kích thước máy tăng lên. Do đó, camcorder phổ thông thường không có khả năng quay phim ở nơi thiếu sáng (một số máy của Sony có khả năng quay phim ban đêm). Điều chỉnh bằng tay thì tốn chỗ trong menu hoặc nút bấm và còn làm cho máy thêm khó dùng, nên cũng không đưa vào máy phổ thông những khả năng điều chỉnh thời gian mở ống kính, độ khuếch đại ánh sáng và âm thanh. Máy dành cho người mới bắt đầu chỉ có khả năng quay phim và phát lại rất đơn giản.
Những máy cho giới nghiệp dư nhưng đã biết nhiều (prosumer) thì có những tính năng khá hơn như là nhiều bộ cảm biến, ống kính tốt, điều chỉnh các thông số bằng tay... Nhưng ngay cả những máy ở mức giá 1000 USD như Panasonic GS250 cũng không thể quay phim rõ ở nơi thiếu sáng. Hình ảnh quay ở nơi thiếu sáng được khuếch đại lên sẽ xuất hiện nhiễu rất khó coi.
Trước thế kỷ 21, người dùng nghiệp dư khó biên tập video, cần phải có ít nhất hai máy ghi băng. Bây giờ, máy tính cá nhân thông dụng với những phần mềm không đắt lắm cũng có thể dùng để biên tập. Nhiều máy camcorder phổ thông có kèm theo một bản phần mềm biên tập đơn giản.
Cho tới năm 2007, vẫn còn tồn tại camcorder analog nhưng rất ít thấy trên thị trường, và thường có giá dưới 250 USD. Muốn biên tập với những máy đó cần phải có những thiết bị đặc biệt. Máy miniDV chiếm phần lớn thị phần camcorder ở các nước phương Tây. Máy camcorder ghi DVD cũng đang tăng thị phần, nhằm vào những người dùng không có ý định biên tập phim của họ.
JVC và Sony đã giới thiệu máy camcorder ghi vào đĩa cứng. Chúng có thời gian ghi lâu hơn các máy khác nhưng bù lại thì chất lượng ảnh kém hơn một chút và kém linh động trong sử dụng khi so với những máy như miniDV. Điểm hấp dẫn nhất của loại máy này là dễ dàng chép phim sang máy tính.

### Những thiết bị có khả năng quay phim khác
Khả năng quay phim đã có trong một số máy điện thoại di động, máy ảnh số và một số thiết bị điện tử di động khác. Trong số đó, chỉ có máy ảnh số mới có thể cho đoạn phim có chất lượng tương đối khá, còn những thứ kia thì chỉ để quay phim cho có. Những phương tiện quảng cáo thường gọi phim cỡ 320x240 là "tương đương VHS", và cỡ 640x480 là "tương đương DVD". Một số máy ảnh số còn có thể quay phim cỡ 800x600 hoặc cỡ của truyền hình HD. Nhưng so với máy camcorder thứ thiệt thì chất lượng ảnh kém hơn nhất là ở nơi kém sáng. Phần lớn những thiết bị này không cho zoom khi đang quay phim vì sợ tiếng động cơ của ống kính zoom có thể lọt vào phim. Ống kính của chúng thường là loại lấy nét cố định hoặc tự lấy nét và không rõ như máy camcorder.
Chất lượng ảnh còn tuỳ thuộc vào kiểu nén và loại thiết bị. Tốc độ hình thì từ 30 hình/giây giảm xuống tới 10 hình/giây, hoặc tự thay đổi, càng tối thì càng chậm. Chiều dài đoạn phim cũng khác nhau, có thể không giới hạn hoặc là vài phút.
Tới giai đoạn 2012 - 2013, độ phân giải tiêu chuẩn đã được nâng từ HD lên FHD (1080 x 1920), sau đó tới giai đoạn 2014 - 2015, độ phân giải 4K dần nổi lên như một tiêu chuẩn độ phân giải mới.
Hiện nay, với sự bùng nổ của mạng xã hội như Facebook và Tiktok, việc ghi video là rất phổ biến, do đó từ các smartphone cho tới các máy ảnh ống kính rời đều có khả năng quay video độ phân giải cao 4K, 8K, đặc biệt là các máy ảnh ống kính rời cao cấp sẽ được bổ sung một vài tính năng cao cấp vốn chỉ có ở các máy quay phim chuyên dụng như Log, waveform. Ví dụ như Samsung Note 20 có được quảng cáo là có khả năng quay video 8K, hay Canon EOS R5 là máy ảnh ống kính rời đầu tiên hỗ trợ quay video 8K RAW.
Đáng chú ý, mở đầu cho việc quay video chuyên nghiệp bằng máy ảnh là sản phẩm Canon EOS 5D Mark II, ra mắt năm 2008.
Mặc dù thông số kĩ thuật rất ấn tượng, tuy nhiên khi cần ghi hình một cách chuyên nghiệp và yêu cầu chất lượng, mọi người sẽ sử dụng máy ảnh ống kính rời do chất lượng hình ảnh vượt trội hơn điện thoại, nhờ ưu thế kích cỡ cảm biến hình ảnh lớn.

## Ứng dụng

Máy quay cao cấp Canon XF605 phục vụ ghi hình chuyên nghiệp, truyền hình, sự kiện...

### Truyền thông
Camcorder được dùng mọi nơi trong ngành truyền thông điện tử. Ở những nơi tác nghiệp xa đài phát, người ta dùng camcorder để ghi hình, sau đó phim được truyền về trung tâm bằng các phương tiện điện tử.

### Gia đình
Trong đời sống, camcorder thường được dùng để ghi hình đám cưới, sinh nhật, tốt nghiệp... Sự phổ biến của camcorder dẫn tới những chương trình truyền hình chuyên chiếu những đoạn phim gia đình ngộ nghĩnh.

### Chính trị
Những người hoạt động chính trị dùng camcorder để ghi hình những bằng chứng. Ví dụ như những người bảo vệ súc vật tìm cách quay những hoạt động ở các trại gia súc, phòng thí nghiệm dùng súc vật. Cảnh sát ghi hình những đám bạo động, tìm những người gây rối để khởi tố.

### Điện ảnh và giải trí
Camcorder được dùng để sản xuất các chương trình TV với kinh phí thấp. Cũng có những tác phẩm điện ảnh được làm từ máy camcorder phổ thông. Ngoài ra, các hãng phim đang thay phim 16mm bằng digital video để giảm chi phí và dễ biên tập. Một số hãng sản xuất camcorder hướng tới thị trường này với những máy camcorder có chế độ quay 24 hình/giây giống như phim nhựa.
Cũng có khi những phim kinh phí lớn mà dùng camcorder; George Lucas dùng camcorder Sony CineAlta (loại XDCAM chuẩn HD) trong hai bộ phim 
Star Wars. Đó gọi là digital film.

### Quay trộm
Camcorder cũng được những người quay trộm dùng.

## Các loại băng
Danh sách sau đây chỉ gồm những băng dùng trong máy quay phổ thông.

### Analog

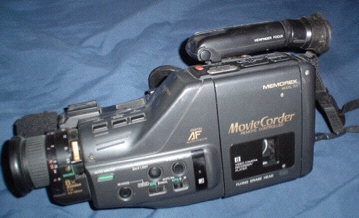
8 mm Camcorder

- VHS: tương thích với máy VCR chuẩn, ngày nay không còn bán máy camcorder dùng băng này nữa.
- VHS-C: Nhỏ gọn hơn; chất lượng tương đương VHS. Lỗi thời.
- S-VHS: Được dùng chủ yếu trong các máy cao cấp và chuyên nghiệp; ít thấy ở các máy phổ thông, đã lỗi thời.
- S-VHS-C: Không phổ biến bằng Hi8. Đã lỗi thời.
- Betamax: Chỉ được dùng trong máy camcorder Sony cũ; không còn dùng trong các máy phổ thông từ giữa thập kỷ 80, nhưng vẫn còn dùng ở các máy chuyên nghiệp Betacam.
- Video8: thiết kế bởi Sony; chất lượng khá hơn VHS, Đã lỗi thời.
- Hi8: Chất lượng cao hơn Video8; ban đầu được dùng ở các máy chuyên nghiệp, nhưng bây giờ chỉ có máy thật rẻ tiền mới dùng.

### Digital

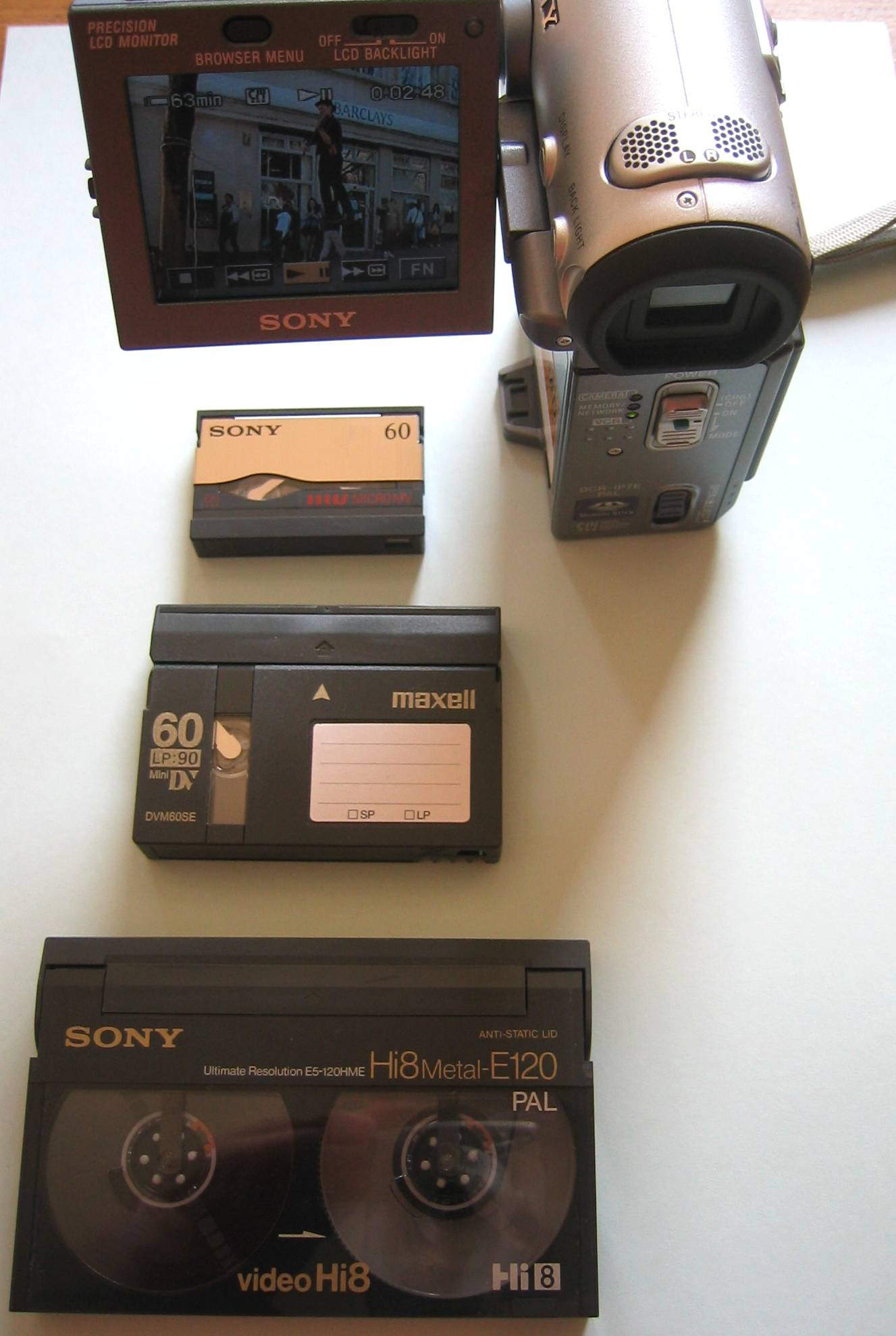
MICROMV camcorder and tape (top) compared to miniDV and Hi8 tapes

Digital không băng: Loại rẻ tiền thì ghi MPEG-4 vào flash memory; loại đắt tiền thìghi vào đĩa cứng hay đĩa quang.
- dạng AVCHD dựa trên H.264 ghi MPEG-4 AVC (H.264) video vào flash memory, đĩa cứng, đĩa quang...).

DV codec:
- MiniDV và các biến thể, như DVCPRO của Panasonic và DVCAM của Sony. DV ghi hình chất lượng cao (bằng hoặc hơn chất lượng truyền hình) vào băng DV và truyền vào máy tính qua Firewire hoặc USB. Mặc dù được thiết kế cho máy phổ thông, rất nhiều máy trong công nghệ làm phim và truyền hình cũng dùng MiniDV.
- Digital8, dùng băng Hi8 (hiện nay chỉ có Sony sản xuất máy camcorder D8, trước kia còn có Hitachi). Một số máy Digital 8 có khả năng đọc được băng Hi8 analog. Mặc dù về mặt kỹ thuật thì chất lượng tương đương MiniDV, nhưng trên thị trường thì máy Digital8 chỉ xếp loại vừa và rẻ tiền.

MPEG-2 codec:
- MICROMV: băng nhỏ cỡ hộp diêm. Chỉ có Sony sản xuất máy kiểu này, và chỉ có phần mềm của Sony trên Microsoft Windows biên tập được; tuy nhiên, những lập trình viên open source đã biết cách thu băng trên Linux  Lưu trữ ngày 22 tháng 2 năm 2012 tại Wayback Machine. Sony không còn sản xuất máy mới nữa, nhưng băng thì vẫn có.
- DVD (thị phần tăng nhanh nhất): Dùng Mini DVD-R hoặc DVD-RAM. Đĩa chuẩn 8 cm DVD ghi được 30 phút. DVD-R có thể xem được trên máy DVD thông dụng nhưng không thể ghi thêm hay ghi lại. DVD-RAM có thể ghi thêm hay ghi lại, nhưng không xem được trên nhiều máy DVD thông thường, và đắt hơn các loại đĩa DVD recordable khác. Đĩa DVD-RW thì có thể ghi lại được, nhưng chỉ được ghi tuần tự và phải đóng đĩa mới có thể xem được. Giá đĩa đắt hơn DVD-R, loại chỉ ghi một lần. Đĩa DVD rất dễ bị hỏng khi trầy xước. Máy camcorder DVD không nối được với máy tính để biên tập. Một số máy DVD cao cấp ghi âm thanh vòng.
- HDV: Ghi được 1 giờ phim MPEG-2 HDTV tương đương chất lượng truyền hình HD trên băng MiniDV chuẩn.

## Digital camcorder và các hệ điều hành
Hầu hết các nhà sản xuất chỉ ủng hộ người dùng Windows và Mac, người dùng các hệ điều hành khác không được ủng hộ. Tuy nhiên, những phần mềm open source như Cinelerra và Kino (được viết cho hệ điều hành Linux) cho phép biên tập vài dạng digital video, và phần mềm biên tập DV thì có sẵn ở hầu hết các hệ điều hành. 
Hiện nay, Windows 10 và 11 đều đã có các trình xem video HEVC để người dùng có thể xem được video RAW hoặc video HDR. Ngoài ra để hậu kì các video ghi từ camcorder, người dùng có thể sử dụng phần mềm phổ thông như Adobe Premiere, hỗ trợ đọc được dữ liệu từ camcorder từ nhiều thương hiệu khác nhau.

## Liên kết
- Latest camcorder reviews, news, and product information at DigitalCamcorderNews.com
- Camcorder reviews, information, tutorials, etc. from CamcorderInfo.com
- How to Make Video Movies Lưu trữ ngày 9 tháng 2 năm 2007 tại Wayback Machine
- Understanding Recordable & Rewritable DVD by Hugh Bennett
- How Camcorders Work from HowStuffWorks
- Canon museum Lưu trữ ngày 6 tháng 12 năm 2005 tại Wayback Machine includes dozens of video camera and camcorder details from 1981.
- Magnetic tape construction and archival problems.
- History of Camcorders Lưu trữ ngày 21 tháng 11 năm 2012 tại Wayback Machine